# Itinéraire complémentaire 10 (Portugal)
L'IC10 est une voie rapide avec profil autoroutier qui relie actuellement la  N 114  à l'ouest de Santarém à l' et la  N 114  au sud de Almeirim. Sa longueur est de 11 km.
Il est prévu de prolonger la voie rapide jusqu'à Coruche et Montemor-o-Novo où elle se connectera avec l' . La longueur finale de l'IC10 sera alors de 90 km.
Voir le tracé de l'IC10 sur GoogleMaps
| Tronçon                                   | État (2011)          | km   |
| ----------------------------------------- | -------------------- | ---- |
| Santarém ( N 114 ) – Almeirim ( / N 114 ) | En service (06/2000) | 10,8 |
| Almeirim ( / N 114 ) - Coruche            | En projet            | 33   |
| Coruche - Montemor-o-Novo ()              | En projet            | 46   |

## Capacité
| Section                                   | Capacité | Longueur |
| ----------------------------------------- | -------- | -------- |
| Santarém ( N 114 ) – Almeirim ( / N 114 ) |          | 11 km    |

## Itinéraire
| Sorties | Villes                                   |
| ------- | ---------------------------------------- |
|         | Santarém-Nord N 114 Santarém-Sud N 114   |
| Sortie  | Almeirim N 118 Benfica do Ribatejo N 118 |
|         | Salvaterra de Magos                      |
|         | Almeirim Coruche N 114                   |